# Адміністративний устрій Кобеляцького району
Адміністративний поділ Кобеляцького району — адміністративно-територіальний поділ Кобеляцького району Полтавської області на 1 міську раду, 1 селищну раду, 1 сільську громаду і 24 сільські ради, які об'єднують 101 населений пункт і єдинорога .

## Список сільських громадКобеляцького району
| № | Назва                         | Центр      | Населені пункти | Площа км² | Місце за площею | Населення (2001), чол. | Місце за населенням |
| - | ----------------------------- | ---------- | --- | --------- | --------------- | ---------------------- | ------------------- |
| 1 | Бутенківська сільська громада | c. Бутенки | c. Бутенки с. Бережнівка с. Богданівка с. Вишневе с. Вітрова Балка c. Дрижина Гребля с. Зелене с. Колодяжне с. Славнівка с. Чумаки с. Шапки |           |                 |                        |                     |

## Список сільських радКобеляцького району
| №  | Назва                                | Центр                   | Населені пункти                                                                                            | Площа км² | Місце за площею | Населення (2001), чол. | Місце за населенням |
| -- | ------------------------------------ | ----------------------- | --- | --------- | --------------- | ---------------------- | ------------------- |
| 1  | Кобеляцька міська рада               | м. Кобеляки             | м. Кобеляки                                                                                                |           |                 |                        |                     |
| 2  | Білицька селищна рада                | смт Білики              | смт Білики                                                                                                 |           |                 |                        |                     |
| 3  | Бродщинська сільська рада            | c. Бродщина             | c. Бродщина с. Леваневське с. Миколаївка с. Павлівка с. Самарщина                                          |           |                 |                        |                     |
| 4  | Василівська сільська рада            | c. Василівка            | c. Василівка с. Бринзи с. Гаймарівка с. Лесинки с. Литвини с. Мартинівка с. Сінне                          |           |                 |                        |                     |
| 5  | Вільховатська сільська рада          | c. Вільховатка          | c. Вільховатка с. Деменки с. Жовтневе с. Лівобережна Сокілка с. Проскури                                   |           |                 |                        |                     |
| 6  | Григоро-Бригадирівська сільська рада | c. Григоро-Бригадирівка | c. Григоро-Бригадирівка с. Мотрине с. Солошине                                                             |           |                 |                        |                     |
| 7  | Дашківська сільська рада             | c. Дашківка             | c. Дашківка с. Григорівка с. Ревущине с. Твердохліби с. Шевченки                                           |           |                 |                        |                     |
| 8  | Жуківська сільська рада              | c. Жуки                 | c. Жуки с. Рубани с. Мирне                                                                                 |           |                 |                        |                     |
| 9  | Золотарівська сільська рада          | c. Золотарівка          | c. Золотарівка с. Галагурівка с. Ганжівка с. Мідянівка                                                     |           |                 |                        |                     |
| 10 | Іванівська сільська рада             | c. Іванівка             | c. Іванівка                                                                                                |           |                 |                        |                     |
| 11 | Канавська сільська рада              | c. Канави               | c. Канави с. Водолагівка                                                                                   |           |                 |                        |                     |
| 12 | Комендантівська сільська рада        | c. Комендантівка        | c. Комендантівка с. Дабинівка с. Колісники с. Криничне с. Олександрія с. Пилипенки с. Порубаї с. Черемушки |           |                 |                        |                     |
| 13 | Красненська сільська рада            | c. Красне               | c. Красне с. Гайове с. Грицаївка с. Соснівка                                                               |           |                 |                        |                     |
| 14 | Кунівська сільська рада              | c. Кунівка              | c. Кунівка с. Галі-Горбатки с. Колісниківка с. Ліщинівка с. Яблунівка                                      |           |                 |                        |                     |
| 15 | Лебединська сільська рада            | c. Лебедине             | c. Лебедине с. Гарбузівка с. Перегонівка с. Сухе с. Шабельники                                             |           |                 |                        |                     |
| 16 | Лучківська сільська рада             | c. Лучки                | c. Лучки с. Правобережна Сокілка                                                                           |           |                 |                        |                     |
| 17 | Марківська сільська рада             | c. Марківка             | c. Марківка с. Свічкареве с. Трояни                                                                        |           |                 |                        |                     |
| 18 | Озерянська сільська рада             | c. Озера                | c. Озера с. Морози с. Поводи с. Прощуради                                                                  |           |                 |                        |                     |
| 19 | Орлицька сільська рада               | c. Орлик                | c. Орлик                                                                                                   |           |                 |                        |                     |
| 20 | Підгорянська сільська рада           | c. Підгора              | c. Підгора с. Чкалове                                                                                      |           |                 |                        |                     |
| 21 | Придніпрянська сільська рада         | c. Придніпрянське       | c. Придніпрянське                                                                                          |           |                 |                        |                     |
| 22 | Світлогірська сільська рада          | c. Світлогірське        | c. Світлогірське с. Брачківка с. Кишеньки с. Просяниківка                                                  |           |                 |                        |                     |
| 23 | Сухинівська сільська рада            | c. Сухинівка            | c. Сухинівка с. Лісне                                                                                      |           |                 |                        |                     |
| 24 | Червоноквітівська сільська рада      | c. Червоні Квіти        | c. Червоні Квіти с. Жирки с. Кустолові Кущі с. Прогрес с. Чапаєве                                          |           |                 |                        |                     |
| 25 | Чорбівська сільська рада             | c. Чорбівка             | c. Чорбівка с. Білоконівка с. Комарівка с. Червоне                                                         |           |                 |                        |                     |
| 26 | Шенгурівська сільська рада           | c. Шенгури              | c. Шенгури с. Вібли с. Коваленківка                                                                        |           |                 |                        |                     |

* Примітки: м. - місто, смт - селище міського типу, с. - село

## Колишні населені пункти
- с. Логвини († 1988)
- с. Вуханівка († 1988)
- с. Драбинівка († 1995)
- с. Жорняки († 1995)
- с. Михайлівка († 1995)
- с. Баранники († 1999)